# Big Hero 6 (película)
Big Hero 6 (conocida como Grandes Héroes en Hispanoamérica) es una película animada de superhéroes y ciencia ficción producida por Walt Disney Animation Studios basada en el cómic Big Hero 6 de Marvel Comics. La película está dirigida por Don Hall, codirector de Winnie the Pooh, junto a Chris Williams, codirector de Bolt, y producida por Roy Conli, productor de Enredados, El jorobado de Notre Dame y El planeta del tesoro. 
Es largometraje número 54 en canon de Walt Disney Animation y el primer largometraje de animación de Disney que cuenta con personajes originarios de Marvel Comics. El 22 de febrero de 2015, ganó el premio Oscar al mejor largometraje animado.
Para el lanzamiento japonés del álbum, una versión en inglés inédita del sencillo del cantante japonés-estadounidense Ai "Story" fue lanzada como sencillo por EMI Records y Walt Disney Records exclusivamente. en Japón. La canción se utilizó en videos promocionales y en los créditos de la película del lanzamiento japonés.

## Trama
En la ciudad ficticia de San Fransokyo,  Hiro Hamada, un japonés americano graduado de secundaria de 14 años y un genio de la robótica, compite en peleas de robots para ganarse la vida. Un día, su hermano le muestra su mayor invento: Baymax, un robot enfermero programado para ayudar a las personas. Hiro luego conoce a los amigos de su hermano: la genio de la química Honey Lemon, la ruda y veloz Go Go Tomago, el ordenado Wasabi y el amante de los cómics Fred, además también el profesor de Tadashi, el profesor Robert Callaghan.
Hiro decide usar su genio para ingresar al Instituto Tecnológico de San Fransokyo, la universidad de Tadashi. Para esto, debe presentar un proyecto en una feria de ciencias y a Hiro se le ocurre crear los Microbots, unos robots diminutos controlados telepáticamente con un transmisor neurocraneal. El día de la feria, Hiro gana con su demostración. Más tarde, el Instituto se prende fuego y explota, matando a Tadashi y al profesor Callaghan.
Esto deprime a Hiro y ni sus amigos ni su tía pueden ayudarle. Cuando se lastima por accidente, Baymax se activa y lo ayuda. Hiro nota que uno de sus Microbots sigue activo y, como broma, le dice a Baymax que averigüe donde intenta ir. Por error, Baymax obedece y Hiro lo persigue hasta una bodega abandonada. Ahí, los Microbots de Hiro siguen las órdenes de un hombre con una máscara kabuki.
Como el hombre Kabuki tiene los Microbots, Hiro cree que él inició el incendio. Baymax ve a Hiro deprimido y llama a los amigos del chico para ayudarlo. Para volverlo capaz de luchar contra el sospechoso, Hiro le agrega a Baymax un chip que contiene artes marciales y lo equipa con una armadura. Baymax y Hiro siguen el Microbot hasta un muelle y se esconden tras unos contenedores. En ese instante, los amigos de Hiro llegan. El enmascarado nota su presencia y los ataca con los Microbots. Afortunadamente, Hiro y los demás logran escapar.
Hiro decide equipar a sus amigos con armaduras y trajes basados en sus talentos. Cuando Baymax detecta al Microbot en una isla cercana, donde el grupo luego encuentra grabaciones de un experimento entre el Gobierno y el millonario Allistair Krei. Probando un teletransportador experimental, mandan a una piloto que parece desintegrarse en una falla. El grupo se lleva una copia de las grabaciones, pero es sorprendido por el enmascarado. Antes de que éste huya, Hiro logra quitarle la máscara, revelando el rostro del profesor Callaghan. Durante el incendio, él tomó sus Microbots y escapó, dejando morir a Tadashi. Hiro le reprende sus acciones pero Callaghan menciona que Tadashi tuvo la culpa de morir en ese incendio.
Furioso y cegado por el dolor que Callaghan le hizo, Hiro le quita el chip de asistencia a Baymax provocando que el robot active su modo de batalla a estado puro y lo ordena a matar a Callaghan pero el profesor huye comenzando una persecución donde Baymax falla debido a que el resto de Heroes lo detiene aunque siendo lastimados en el proceso y Honey Lemon le devuelve el chip de enfermero, lo que hace que Baymax se disculpa, Hiro los regaña por haber interferido, pero sus amigos le reclaman que matar a Callaghan no era correcto ni sano así que Hiro decide irse con Baymax, dejando a sus amigos en la isla. Los dos intentan encontrar al Profesor Callaghan, pero, por el daño recibido en la pelea, Baymax tiene una falla en el escáner. Hiro se ve forzado a aplazar la búsqueda para arreglarlo e intentar quitarle a Baymax el chip de asistente médico. Baymax se niega y le muestra un vídeo de los intentos de Tadashi al construirlo y esto inspira a Hiro a no matar a Callaghan.
Los chicos vuelven a la ciudad, se encuentran con Hiro entendiendo la situación y este último disculpándose por el abandono. Juntos, descubren que la piloto del video era la hija de Callaghan. Él hará lo que sea para destruir a Krei. Con la ayuda de los Microbots, Callaghan levanta sobre el edificio de las empresas de Krei otro portal con errores, queriendo destruirlas junto con su dueño. Una pelea inicia en la que Hiro y Baymax distraen a Callaghan para que, al atacarlos, lance todos los Microbots al portal sin notar que de así serán absorbidos a otra dimensión.
Tras vencer a Callaghan, Baymax detecta a su hija dentro del portal. Hiro y Baymax se adentran en la dimensión y la encuentran inconsciente en su cápsula. Durante el viaje de vuelta, Baymax se interpone entre el grupo y un pedazo de escombro. Como la colisión destruye sus propulsores, Baymax se despide de Hiro y usa su puño propulsor para salvar el resto. Hiro y la piloto logran salir justo antes de que el portal colapse y la policía arresta a Callaghan. Con el tiempo, Hiro aún extraña a Baymax, pero eso cambia cuando halla el chip de memoria que el robot dejó en el puño propulsor. Usando el mismo diseño que el de su hermano, Hiro repara el cuerpo de Baymax. Así, los amigos deciden volverse el equipo Big Hero 6. 
En los créditos se muestra que Hiro gana una beca y que se hace un edificio con el nombre de Tadashi.
En la escena poscréditos, Fred se pone nostálgico al extrañar a su padre, y descubre que es un héroe retirado, quien aparece y se abrazan.